# 法月康平
法月 康平（のりづき こうへい、1990年6月18日 - ）は、日本の俳優。
東京都出身。東京都立紅葉川高等学校卒業。血液型B型。

## 来歴
2004年の芸能活動開始時からスターダストプロモーション芸能5部に所属していたが、2013年に芸能3部に転籍した。
役者になろうと思ったきっかけは、親が好きだったこともあって小さい頃から舞台やミュージカルが身近にあり、それから自然と観る側から演じる側になりたいと気持ちが変化した。
2011年、新生ROCK MUSICAL BLEACH REpriseのオーディションで、4500人の中から主役の黒崎一護役を勝ち抜いた。
2017年3月末にスターダストプロモーションを退所。
2019年6月にNoeticに所属。

## 人物
- 趣味は料理。得意科目は英語で、大学は千葉の英文学科に通っていた。

## 出演

### 舞台
- キッズだらけの天使〜傷だらけの天使に哀愁の花束を〜（2004年8月）
- BLEACH連載10周年記念公演「ROCK MUSICAL BLEACH」（2011年7月1日 - 8月30日）- 主演 黒崎一護役[2]
- ミュージカル「カルテット!」（2012年4月）- 主演 永江開役
- 少年社中第25回公演「ハムレットォ!!」（2012年5月）
- 新生ROCK MUSICAL BLEACH REprise[4]（2012年8月30日 - 9月9日）- 主演 黒崎一護役
- 「裏切りは僕の名前を知っている」Vol.3（2012年11月）- 緋室芳夜 / クライム・シザー 役
- WBB vol.3 「苦闘のラブリーロバー」（2012年12月18日 - 25日、赤坂RED/THEATER）
- 「恋するブロードウェイ♪ vol.2」（2013年1月 - 2月、銀座博品館劇場）
- 「さよならジョバンニ」（2013年2月 - 3月、シアターサンモール） - リュウセイ 役
- 合唱ブラボー！〜ブラボー大作戦〜 （2013年6月、CBGKシブゲキ!!） - 浜本逸郎 役
- 浪花阿呆鴉（2013年9月5日 - 18日、大阪 新歌舞伎座）
- 『勝手に!ドルフェス2013』（2013年10月6日、東京 品川ステラボール） - 合唱ブラボー!
- Club SLAZY The 2nd invitation〜Sapphire〜（2013年12月6日 - 15日、全労済ホール/スペース・ゼロ） - Q 役
- 恋するブロードウェイ♪vol.3[5]（2014年2月28日 - 3月2日、EX THEATER ROPPONGI）
- LUV SLAZY（2014年4月20日、DUO music exchenge） - Q 役
- Theatrical Concert「ビニール・ドーナッツ」〜The Memories Of 45-rpm〜（2014年6月26日 - 29日、銀座 博品館劇場）[6]
- ミュージカル「ミリオンダラー・ヒストリー」（2014年8月13日 - 17日、天王洲 銀河劇場）[7]
- Club SLAZY The 3rd invitation 〜Onyx〜（2014年10月8日 - 13日、草月ホール） - Q 役
- ALTARBOYZ RED - マーク 役
  - 2014年11月21日 - 30日、新宿FACE
  - 12月19日 - 21日、AiiA Theater Tokyo
- ぱんきす!（2015年2月13日 - 15日、スタジオアルタ）
- LUV SLAZYII（2015年4月10日 - 11日、恵比寿LIQUIDROOM） - Q 役
- 恋するブロードウェイ♪vol.4
  - 2015年5月28日 - 31日、博品館劇場
  - 6月3日、アートピアホール
- Dramatic Musical Collection 2015（2015年7月29日 - 8月2日、天王洲 銀河劇場）
- ミュージカル 仮面ティーチャー SILVER MASK - コータロー 役
  - 2015年9月16日 - 18日、梅田芸術劇場 シアタードラマシティ
  - 2015年9月30日 - 10月4日、Zeppブルーシアター六本木
- 中屋敷法仁リーディングドラマ 朝彦と夜彦 1987（2015年10月29日 - 11月3日） - 夜彦 役
- Club SLAZY The 4th invitation〜Topaz〜 - Q 役
  - 2015年12月9日 - 20日、全労済ホール/スペース・ゼロ
  - 2015年12月25日 - 27日、ABCホール
- ミュージカル「Dance with Devils」（2016年3月3日 - 13日、AiiA Theater Tokyo） - ノエル 役
- ミュージカル「魔界王子 devils and realist」（2016年6月1日 - 5日、全労済ホール/スペース・ゼロ） - ケヴィン 役
- Club SLAZY-Another world-（2016年7月6日 - 17日、新宿FACE） - Q 役 [8]
- Dramatic Musical Collection 2016（2016年9月14日 - 18日、天王洲 銀河劇場）[9]
- 恋するブロードウェイ♪〜It's festival!〜（2016年10月14日 - 16日、恵比寿ザ・ガーデンホール）[10]
- Club SLAZY The Final invitation 〜Garnet〜（2016年12月7日 - 13日、品川プリンスホテル クラブeX） - Q 役[11]
- ミュージカル「Dance with Devils〜D.C.（ダ・カーポ）〜」（2016年12月21日 - 27日、AiiA Theater Tokyo） - ノエル 役[12]
- Club SLAZY SPECIAL LIVE（2016年12月29日 - 31日、梅田芸術劇場 シアター・ドラマシティ） - Q 役[13]
- ALTAR BOYZ Team GOLD - マーク 役
  - 2017年2月3日 - 14日、新宿FACE
  - 2017年2月24日 - 26日、品川ステラボール
- Tip Tap presents トライアウト公演『Second of Life』（2017年6月15日 - 18日、花まる学習会王子小劇場）
- One on One 29th note 『レプリカ』（2017年8月2日 - 6日、シアター風姿花伝） - マナト 役
- SWays project 朗読音楽劇 トライアウト公演 vol.1『さくらまつ』（2017年10月20日 - 22日、black A）
- DIAMOND☆DOGS 15thAnniversarySeries Dramatic super dance theater《サロメ》（2017年12月8日 - 10日、シアター1010） - エロディア 役
- 音楽劇『夜曲』nocturne（2017年12月14日 - 18日、東京芸術劇場 プレイハウス） - ゴロウ 役
- LOVE LOVE DE SHOW Vol.5 「White Labyrinth」（2018年1月17日 - 21日、天王洲 銀河劇場）
- ミュージカル座『BEFORE AFTER』（2018年2月15日 - 18日、中目黒キンケロ・シアター） - ベン 役
- 『In This House〜最後の夜、最初の朝』（2018年4月4日 - 15日、東京芸術劇場 シアターイースト）- ジョニー 役
- ミュージカル『しゃばけ』参〜ねこのばば〜 - 秋英 役
  - 2018年4月28日 - 5月7日、東京・シアターサンモール
  - 2018年5月19日 - 20日、OBP円形ホール
- Dramatic Musical Collection 2018（2018年6月27日 - 7月4日、博品館劇場）
- ドリアン・グレイの肖像（2018年9月21日 - 30日、博品館劇場）- バジル 役
- 世界の終わりに君を乞う。（2018年12月1日 - 9日、博品館劇場）- 旅の道連れ 役[14]
- One on One 30h note 『天才作曲家〜Composer〜』（2019年1月30日 - 2月3日、六本木トリコロールシアター）   - 男 役
- ALTAR BOYZ Team GOLD - マーク 役
  - 2019年3月20日 - 4月7日、新宿FACE
  - 2019年4月12日 - 14日、品川ステラボール
- アクトカンタービレ scence2『golden lemonade』（2019年5月9日 - 13日、博品館劇場）- 黒猫 役
- 最遊記歌劇伝 -Darkness-（2019年6月6日 - 14日、ヒューリックホール東京） - ヘイゼル＝グロース 役
- ミュージカル「 スタミュ」Third Season - アレクサンドル＝ベルナルド 役
  - 2019年8月12日 - 25日、日本青年館ホール
  - 2019年8月29日 - 9月1日、森ノ宮ピロティホール
- 「プラザ・ホテル・スイート」─真冬の午後 春の昼下り 六月 土曜の午後─（2019年10月24日 - 27日、六本木トリコロールシアター）
- リーディングワークショップ公演 音楽劇『A CIVIL WAR CHRISTMAS』（2019年12月22日 - 28日、すみだパークスタジオ倉）
- 最遊記歌劇伝 -Oasis-[15]（2020年2月2日 - 9日、紀伊國屋サザンシアター TAKASHIMAYA） - ヘイゼル＝グロース 役
- 『FINAL FANTASY BRAVE EXVIUS』THE MUSICAL- ニコル 役
  - 新型コロナウイルス感染症対策のため、2020年3月6日 - 3月15日（天王洲 銀河劇場）・2020年3月20日 - 3月29日（AiiA 2.5 Theater Kobe）で開催される予定だった全公演中止[16]
  - 2020年3月12日に無観客による上演を配信[17]
- 【公演中止】ミュージカル「ジャージー・ボーイズ」[18]- ボブ・クルー 役（Wキャスト/チームBLACK）
  - 2020年7月6日 - 8月9日、帝国劇場
  - 2020年8月13日 - 8月17日、博多座
  - 2020年8月26日 - 8月31日、新歌舞伎座
  - 2020年9月5日 - 9月6日、愛知芸術劇場大ホール
  - 2020年9月12日 - 9月13日、神奈川県民ホール
- ミュージカル「ジャージー・ボーイズ」イン コンサート（2020年7月18日 - 8月5日、帝国劇場）[18]- ボブ・クルー 役（Wキャスト）
- Dramatic Musical Collection 2020（2020年9月16日 - 24日、博品館劇場）
- 5 Guys Shakespeare Act1:[HAMLET] （2020年11月19日 - 11月23日、品川プリンスホテル ステラボール）
- 最遊記歌劇伝-Sunrise-[19] ヘイゼル＝グロース 役
  - 2021年2月11日 - 2月14日、COOL JAPAN PARK OSAKA WW ホール
  - 2021年2月18日 - 2月24日、品川プリンスホテル ステラボール
- ALTAR BOYZ Team GOLD - マーク 役（2021年4月10日 - 4月30日、新宿FACE）
- One on One 20周年記念公演 第二弾 One on One 33rd note『back-to-back』 - アンドウアイリ 役（2021年9月15日 - 20日、赤坂RED/THEATER）
- 音楽朗読劇 世界から猫が消えたなら - 悪魔 役（2021年10月7日 - 10月10日、六行会ホール）
- ALTAR BOYZ Team GOLD - マーク 役（2021年11月20日 - 11月21日、日本青年館ホール）
- 【降板】歌劇『桜蘭高校ホスト部』 - 藤岡涼二（蘭花） 役
  - 腰部脊柱管狭窄症と診断されたため、2022年1月15日 - 23日（天王洲 銀河劇場）・2022年1月29日 - 30日（メルパルクホール大阪）の全公演降板。[20]
- 演戯『ヴィジュアルプリズン』ー月世饗宴ー（2022年4月8日 - 17日、天王洲 銀河劇場）- ハイド・ジャイエ 役[21]

### テレビドラマ
- 喰いタン 第5話（2006年2月11日、日本テレビ） - 藤原強 役
- 生徒諸君! 第1話（2007年4月20日、テレビ朝日） - 柴田怜児 役
- 学校じゃ教えられない!（2008年7月 - 9月、日本テレビ） - 稲井信太郎 役
- 東京少女日向千歩 第4話「少女まっしぐら」（2009年1月24日、BS-i） - 真壁 役

### ラジオドラマ
- 岩井俊二プロデュース円都通信 ひまわり（2005年11月26日） - 増岡 役
- 勝利の女神 第10話
- 日清食品 ごちそうさまの応援団

### ネットドラマ
- Pocky 4 Sisters!〜出せない手紙〜（2008年12月、魔法のiランドTV）

### PV
- ケツメイシ「仲間」（2010年）

### 雑誌
- ラブベリー

### イベント
- POWER BOXX Vol.2（2007年8月22日、原宿アストロホール）
- POWER BOXX Vol.3（2008年7月30日、原宿アストロホール）
- ジャンプフェスタ 2011 （2010年12月18日、幕張メッセ）